# 日向高崎パーキングエリア
日向高崎パーキングエリア（ひゅうがたかさきパーキングエリア）は、宮崎県都城市高崎町の宮崎自動車道上にあるパーキングエリア。
パーキングエリア名は「たかさき」だが町の名は「たかざき」である。

## 道路
- E10 宮崎自動車道

## 歴史
- 2006年8月10日 災害対応型自動販売機を設置。

## 施設

### 上り線（えびの方面）
- 駐車場
  - 大型 5台
  - 小型 20台
  - トレーラー 2台
- トイレ
  - 男性　大2（和式1・洋式1）・小5
  - 女性　5（和式1・洋式4）
  - 車椅子用　1
- 自動販売機（災害対応型自動販売機）

### 下り線（宮崎方面）
- 駐車場
  - 大型 5台
  - 小型 20台
  - トレーラー 2台
- トイレ
  - 男性　大2（和式1・洋式1）・小3
  - 女性　5（和式1・洋式4）
  - 車椅子用　1
- 自動販売機（災害対応型自動販売機）

## 隣
E10 宮崎自動車道
(2)高原IC/BS - (PA)日向高崎PA - (BS)高崎東BS - (BS)都城北BS - (3)都城IC